# Тугурська затока
Тугу́рська затока (рос. Тугурский залив) — затока в південно-західній частині Охотського моря. Вдається у материковий берег із західної сторони Тугурського півосторова (вхідні миси — мис Берсеньєва на південному сході та мис Великий Дуганджа на південному заході). При вході — Шантарські острови. Довжина 90 км, ширина біля входу — 60 км, глибини до 25 м. Названа за річкою Тугур, що впадає в нього. Береги затоки адміністративно знаходяться у Тугуро-Чуміканському районі Хабаровського краю Російської Федерації.
Береги північної частини затоки від входу до паралелі мису Крайнього високі, скелясті та обривисті. Низовинні частини берега зустрічаються тут лише у вершинах бухт. У південній частині затоки переважають низькі береги і невисокі піщані обриви. Береги південної частини порізані значно менше, ніж береги північної частини. Східний і південний береги вкриті густим мішаним лісом. Південна частина західного берега у місцях, де до моря підходять відроги гір, також лісиста. Далі на північ круті схили гір, що знаходяться поблизу берега, у нижній своїй частині вкриті чагарниками, а вершини гір переважно безлісі.
Глибини посередині входу — 20—22 м. На південь від входу поступово зменшуються і в середній, найвужчій частині, складають 14 м. Вершина затоки рясніє мілинами, що пересихають.
З жовтня по червень затока вкрита кригою. Припливи неправильні напівдобові (до 2 м).